# تپه درازه
تپه درازه مربوط به سده‌های اولیه و میانه دوران‌های تاریخی پس از اسلام است و در شهرستان ازنا، بخش مرکز ی، دهستان پاچه لک غربی، ۳۰۰ متری غرب روستای برجله واقع شده و این اثر در تاریخ ۲۳ بهمن ۱۳۸۵ با شمارهٔ ثبت ۱۷۱۵۹ به‌عنوان یکی از آثار ملی ایران به ثبت رسیده است.